# Applausometro
(frase usata nella trasmissione Opportunity Knocks)
L'applausometro è uno strumento che viene utilizzato nelle trasmissioni televisive o radiofoniche per misurare l'intensità degli applausi da parte degli spettatori in sala, specie quando questi ultimi vengono chiamati in causa per giudicare l'esibizione di due o più concorrenti impegnati in una competizione canora o simile e per determinare quindi il risultato della stessa.

L'applausometro fu introdotto in Regno Unito nel 1956, nella trasmissione Opportunity Knocks, condotta all'epoca da Hughie Green.
Il termine italiano "applausometro" fu coniato dal conduttore televisivo Enzo Tortora nel 1956 durante la trasmissione televisiva Primo applauso, che per prima sperimentò lo strumento in Italia.

## Storia
Una delle prime trasmissioni in cui fu usato un applausometro fu nel 1956, nel programma televisivo britannico Opportunity Knocks, sviluppato e presentato da Hughie Green. L'applausometro era una scatola di legno con l'etichetta: "Audience Reaction Indicator" (Indicatore di reazione del pubblico). L'oggetto di scena è ora parte della collezione del National Media Museum, a Bradford. Gli applausometri sono stati utilizzati in molti altri programmi TV e in occasione di eventi dal vivo.

## Trasmissioni che hanno utilizzato l'applausometro

### Italia
- Primo applauso (1956), condotta da Enzo Tortora e Silvana Pampanini
- Settevoci (1966-1970), condotta da Pippo Baudo
- Karaoke (1992-1995, 2015), condotto da Fiorello (nel 2015 da Angelo Pintus)
- La sai l'ultima? (1992-2008)
- Ciak... si canta! (edizione del 2011[8])
- Tilt - Tieni il tempo (2024)

### Regno Unito
- Opportunity Knocks (1949-1990)
- The Slammer (2006-...)

### Stati Uniti
- Arthur Godfrey's Talent Scouts (1948-1958)
- Queen for a Day (1956-1970)